# Dichocera auranticauda
Dichocera auranticauda là một loài ruồi trong họ Tachinidae.